# Antonio Juan de Centelles
Antonio Juan de Centelles, marchese di Centelles (Valencia, 1616 – Madrid, 1681), è stato un politico, nobile e giudice spagnolo.

## Biografia
Nato a Valencia, in Spagna, nel 1616, Antonio Juan de Centelles era figlio di Gaspar Juan, cavaliere e luogotenente generale dell'Ordine di Montesa, e di sua moglie Maria Centelles y Penarroja. Era pronipote dell'umanista Honorato Juan Tristull, già precettore di Filippo II di Spagna e del figlio primogenito di questi, il principe Carlos.
Studiò giurisprudenza presso il Colegio Mayor de San Salvador di Salamanca e poi si perfezionò presso l'università locale, dove in seguito ottenne anche la cattedra di giurisprudenza.
Entrò nel tribunale supremo di Valencia come giudice nel 1624 ed occupò tale posizione sino al 1645, divenendo poi cavaliere dell'Ordine di Calatrava dal 1657. Divenne quindi consigliere dell'Ordine di Montesa.
Da Valencia si trasferì a Napoli nel 1660 come reggente del Consiglio collaterale e fu governatore generale della dogana tra l'Abruzzo e la Campania. Divenne quindi gran cancelliere nel ducato di Milano, sempre sotto l'amministrazione spagnola. Nel 1666 ottenne il titolo di marchese di Centelles. Fece ritorno a Madrid per entrare a far parte del Supremo Consiglio d'Italia, morendovi nel 1681.